# Constantine Hering
Constantijn J. Hering (Oschatz, 1 de enero de 1800 - Filadelfia, 23 de julio de 1880) fue un médico homeópata, botánico, alemán. Pionero de la homeopatía de EE. UU.

## Biografía
Era originario de Oschatz, estudiando medicina en la Universidad de Leipzig donde comenzó su interés por la homeopatía. Mientras estuvo en Leipzig, fue estudiante asistente del Dr. Robbi, un antagonista de la homeopatía. Un editor local se acercó a Robbi para que escribiera un libro sobre la "herejía" homeopática, pero lo remitió a Hering debido a su propia falta de tiempo, Hering prosiguió con entusiasmo esta tarea, estudiando los escritos de Hahnemann, repitiendo pruebas y realizando otros experimentos prácticos como parte de su investigación. Había sido contratado para escribir un libro refutador de la homeopatía, pero tras la lectura de la obra de Samuel Hahnemann e investigando reclamos clínicos de la homeopatía, se convenció de su eficacia, buscó el autor, y se convirtió en su amigo personal. Comenzaron correspondencia en 1824. Durante este período, Hering recibió una herida disecante que se inflamó e infectó, Le aconsejaron que le amputaran la mano, pero sus convicciones ya comenzaban a cambiar y buscó tratamiento homeopático administrando el remedio homeopático Arsenicum album con el cual rápidamente se recuperó provocándole aun más interés en este método de tratamiento.
A raíz de las pruebas de sus propias investigaciones, Hering transfirió su lealtad. Pero en lugar de escribir la crítica negativa, inmediatamente renunció al trabajo y dejó la Universidad para convertirse en uno de los defensores de la homeopatía más influyentes de todos los tiempos. Hering se graduó en la Universidad de Liepzig en 1826 y En su tesis doctoral titulada "Sobre la medicina del futuro", Hering se declaró homeópata.      

Fue por un tiempo instructor en matemática e historia natural en el Instituto Blochmann, Dresde. En 1826, tras graduarse por la Universidad de Wurzburgo, recibió una comisión del Rey de Sajonia para llegar a Surinam en una expedición de historia natural. Se instaló allí por un número de años y comenzó la práctica, antes de emigrar a Pensilvania en enero de 1833.
Fue uno de los pioneros de la homeopatía en EE. UU. y ayudó a difundir la homeopatía allí. Fundó una escuela homeopática, la primera de su tipo en cualquier país. De 1845 a 1869 cubrió las sillas de los institutos de medicina y materia médica en el Colegio de Homeopatía de Filadelfia. Dedicó mucho estudio a curas para las mordeduras de serpientes venenosas y de hidrofobia, y desarrolló muchas de las teorías de Hahnemann.
Hering comenzó a centrar su atención en el descubrimiento de nuevos remedios homeopáticos, cuyas atenuaciones y datos recién redactados enviaría, por mar, a Hahnemann en París, y a Stapf, su amigo y editor en Alemania. fue el primero en utilizar nitroglicerina en medicina para dolores de cabeza y problemas cardíacos (30 años antes de su primer uso en la medicina ortodoxa).Introdujo una serie de remedios homeopáticos para la materia médica, como Lachesis, Psorinum, Glonoinum.

### Familia
Su padre era el compositor germano Carl Gottlieb Hering. Su sobrino era el fisiólogo Ewald Hering.
Uno de sus hijos era Walter E. Hering, el fundador de Globe Ticket Co. la empresa de entradas más antigua de Estados Unidos. Otro de sus hijos fue Hermann S. Hering, que, por un momento, dio clases e investigó en la Universidad Johns Hopkins, y más tarde se convirtió en una figura prominente en la iglesia Ciencia cristiana, siendo allí médico, profesor y conferenciante. Sirvió un mandato de presidente de la iglesia y como primer lector nombrado en la Primera Iglesia de Cristo, Científica, en Boston, y más tarde en la Iglesia de Ciencia Cristiana en Concord, NH.

## Algunas publicaciones
Fue autor de una serie de obras homeopáticos importantes, incluyendo los diez volúmenes de Guiding Symptoms, que no llegó a completar. Fue editor conjunto de la Medical Correspondent (Allentown, 1835-1836) de la Miscellanies of Homeopathy (Filadelfia, 1839), de North American Homœopathic Quarterly (New York, 1851-1852) y el Homœopathic News (1854), y fundó y editó American Journal of Homœopathic Materia Medica.
Publicó muchos libros en alemán y en inglés, incluyendo:
- Rise and Progress of Homoeopathy. Filadelfia, 1834, traducido a varios idiomas.
- The homoeopathist (1835-1838)[3] (ed. germana] 217 p. University and State Library Düsseldorf)[4]
- Organon of homœopathic medicine. Con Samuel Hahnemann. Ed. Academical Bookstore, 212 p. 1836[5]
- Condensed Materia Medica (1837) reimpreso de B. Jain Publishers, 968 p. 2001 ISBN 817021288X, ISBN 9788170212881[6]
- Effects of Snake Poison 1837 / Wirkungen des Schlangengiftes . Blumer, Allentaun [Pa.] 1837[7]
- Guiding Symptoms and Analytical Therapeutics 1850, reimpreso como Herings Guiding Symptoms of Our Materia Medica] 5 v. de B. Jain Publishers, 4700 p. 2003 ISBN 8180563162, ISBN 9788180563164[8]
- Domestic Physician 1851
- American Drug Provings (v. i. Leipsic, 1853)
- Materia Medica: With a Pathological Index... V. 1 de C. Herring's Materia Medica with a Pathological Index. Ed. Boericke & Tafel, 1873[9]

## Reconocimientos

### Membresías
- Academia Nacional de Ciencias (Estados Unidos)